# 小布施町立栗ガ丘小学校
小布施町立栗ガ丘小学校（おぶせちょうりつ くりがおかしょうがっこう）は、長野県上高井郡小布施町小布施にある公立小学校。
小布施町唯一の小学校である。2009年4月1日現在、通学児童数は642名。

## 沿革
- 1970年（昭和45年）4月1日 - 小布施町立小布施小学校及び小布施町立都住小学校を形式統合。
- 1972年（昭和47年）4月1日 - 両校を完全統合。児童数903名、学級数24、職員数33名。
- 2002年（平成14年） - 完全統合30周年記念事業を行う。

## 通学区域
- 小布施町全域
卒業生は基本的に小布施町立小布施中学校へ進学する。

## 周辺
- 小布施町役場
- 小布施町立図書館まちとしょテラソ
- 小布施郵便局
- 国道403号
- 皇大神社
- 龍雲寺

## アクセス
- 長野電鉄長野線 小布施駅から南東へ200m
- 長野県道343号村山小布施停車場線沿い